# Calor interno

As camadas internas da Terra.

Calor interno é a fonte de calor no âmago de corpos celestes tais como planetas, anãs marrons e estrelas, causada pela gravidade e pelo decaimento de materiais radioativos. O montante de calor interno depende da massa; quanto mais maciço o objeto, mais calor interno ele possui. O calor interno mantém objetos celestiais quentes e ativos.
Como o calor interno é remanescente do processo de formação dos corpos celestes, a medida que estes envelhecem, perdem calor gradualmente. A princípio, isso só não é válido para as estrelas (que seguem as normas de evolução estelar).

## Planetas

### Planetas telúricos
O calor interno dos planetas telúricos provoca a(c)tividades tectônicas e vulcânicas. No Sistema Solar, a Terra apresenta o maior calor interno dentre os planetas terrestróides porque possui a maior massa entre eles. Mercúrio e Marte não possuem calor interno significativo porque têm somente de 5-10% da massa da Terra, e são considerados "geologicamente mortos".

### Gigantes gasosos

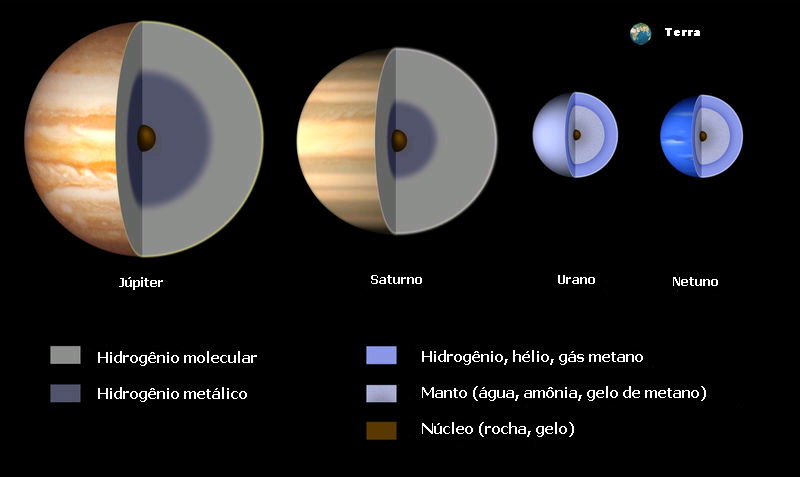
Interior dos gigantes gasosos.

Os gigantes gasosos possuem muito mais calor interno do que os planetas telúricos. Júpiter ostenta o maior calor interno, com uma temperatura de 36000 K em seu núcleo. Para os planetas exteriores do Sistema Solar, o calor interno é quem movimenta o clima e o vento, em vez da luz do sol, responsável pelo clima dos planetas telúricos. O calor interno dos planetas gasosos eleva as temperaturas acima da temperatura efetiva, como no caso de Júpiter, onde ela é 40 K mais quente do que a temperatura efetiva. O calor interno de planetas gigantes que orbitam muito próximo de suas estrelas, os tornam "fofos" ou provocam dilatações termais.

## Anãs marrons
Anãs marrons possuem calor interno maior do que os gigantes gasosos mas não tão grande quanto o das estrelas. O calor interno das anãs marrons é grande o suficiente para sustentar reações termonucleares de deutério para hélio. Como os gigantes gasosos, anãs marrons podem ter clima e vento mantidos pelo calor interno.

## Estrelas
O calor interno dentro das estrelas é tão grande que elas sustentam reações termonucleares de hidrogênio para hélio e podem produzir elementos pesados. O Sol por exemplo tem uma temperatura no núcleo de cerca de 13.600.000 K. Quanto mais azuis, maciças, quentes e antigas são as estrelas, mais calor interno possuem. Durante o fim de seu ciclo vital, o calor interno de uma estrela aumenta dramaticamente, ocasionado pela contração do núcleo, tornando-se quente o suficiente para fundir hélio, depois carbono ou oxigênio.